# Igreja Católica em Burquina Fasso
A Igreja Católica em Burquina Fasso (sendo o nome do país também grafado Burquina Faso, Burkina Fasso ou Burkina Faso) é parte da Igreja Católica universal, em comunhão com a liderança espiritual do Papa, em Roma, e da Santa Sé. A violência religiosa no país tem aumentado, e membros comunitários fora das grandes cidades vêm se tornando conservadores e informantes para os jihadistas. Segundo dados da organização Portas Abertas, que classificou Burquina Fasso na 28.ª colocação dos países que mais perseguem os cristãos, sendo que no relatório do ano anterior, ocupava a 61.ª posição.  Uma sociedade outrora muito tolerante vem se tornando intolerante com pessoas de religiões diferentes. Os grupos cristãos têm que declarar que não celebrarão casamentos ou feriados cristãos em áreas sujeitas a ataques jihadistas.

## História

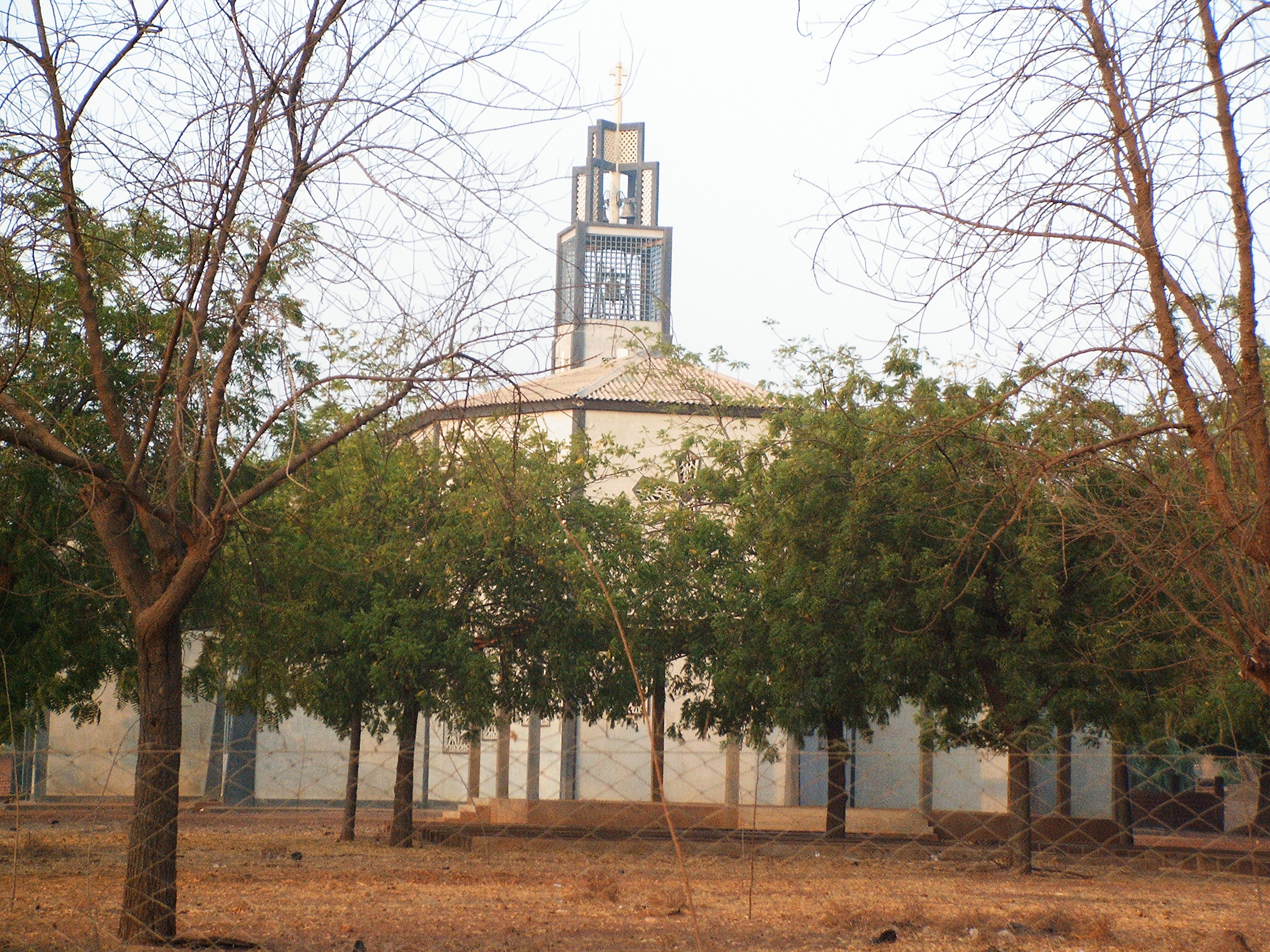
Igreja católica em Nouna, Burquina Fasso.

A chegada da influência muçulmana data do século XI, quando o atual território burquinense era governado pelos reinos mossis concorrentes, embora boa parte da população ainda mantivesse também suas crenças nativas. Em 1896, os franceses entraram na região e incorporaram Burquina Fasso ao Sudão Francês (atual Mali) e depois denominando-a por Alto Volta, e a evangelização católica começou quase imediatamente após a chegada dos colonizadores, quando os padres brancos da Argélia viajaram do Sudão e Daomé (atual Benim) e fundaram missões em Koupéla e Ouagadougou — em 1900 e 1901, respectivamente. Joanny Thévenoud, um missionário, ajudou a estabelecer firmemente o catolicismo no país durante as cinco décadas seguintes. Até hoje em dia, a maioria dos cristãos em geral são descendentes de seguidores de religiões tradicionais africanas. Até o século XIX, a maioria das pessoas ainda não era muçulmana. Os primeiros batismos de burquinenses étnicos ocorreram em 1905. As irmãs brancas chegaram em 1911, enquanto que em 1922, uma ordem indígena, chamada Irmãs Negras da Imaculada Conceição, foi formada. As conversões eram mais comuns entre os mossis, que anteriormente haviam aderido ao islã. Um seminário menor foi aberto em 1926 e o principal em 1942. Em 1955, a Arquidiocese de Ouagadougou foi criada sendo a única sé metropolitana do país. em 1956, Dieudonné Yougbaré foi nomeado bispo de Koupéla em 1956, o primeiro nativo da África Ocidental a receber ordenação episcopal. Outro africano, Paul Zoungrana, tornou-se arcebispo de Ouagadougou em 1960 e foi cardeal entre 1965 e 1995.
Em 1960, o Alto Volta se tornou um país independente, mas assistiu a um golpe militar seis anos depois. Uma sucessão de golpes e ditaduras militares se seguiria até 1991, quando o país realizou sua primeira eleição multipartidária e estabeleceu uma nova constituição. Em 1980 e em 1990, Burquina Fasso recebeu as visitas do Papa São João Paulo II, que encorajou os católicos a alcançar o diálogo com os fiéis de outras religiões, além de interceder pelo perdão da dívida externa burquinense, e enfrentar agressivamente a ameaça do aumento da desertificação do Saara por meio da Fundação João Paulo II para o Sahel. A partir de 1996, a instituição de caridade privada do papa, Cor Unum, doou milhões de dólares para promover a irrigação na região e combater os riscos de pobreza, fome e saúde causados pelo aumento das regiões desérticas.

## Atualmente
Em 2000, Burquina Fasso tinha 115 paróquias, 374 sacerdotes seculares e 144 religiosos, 145 irmãos e 990 irmãs. Além de administrar várias escolas primárias e secundárias nas seções predominantemente católicas do país, a Igreja operava cinco estações de rádio e publicava diversos periódicos religiosos. O país comemorou seu primeiro século de evangelização em 16 de janeiro de 2001, com a visita de um enviado do Papa.

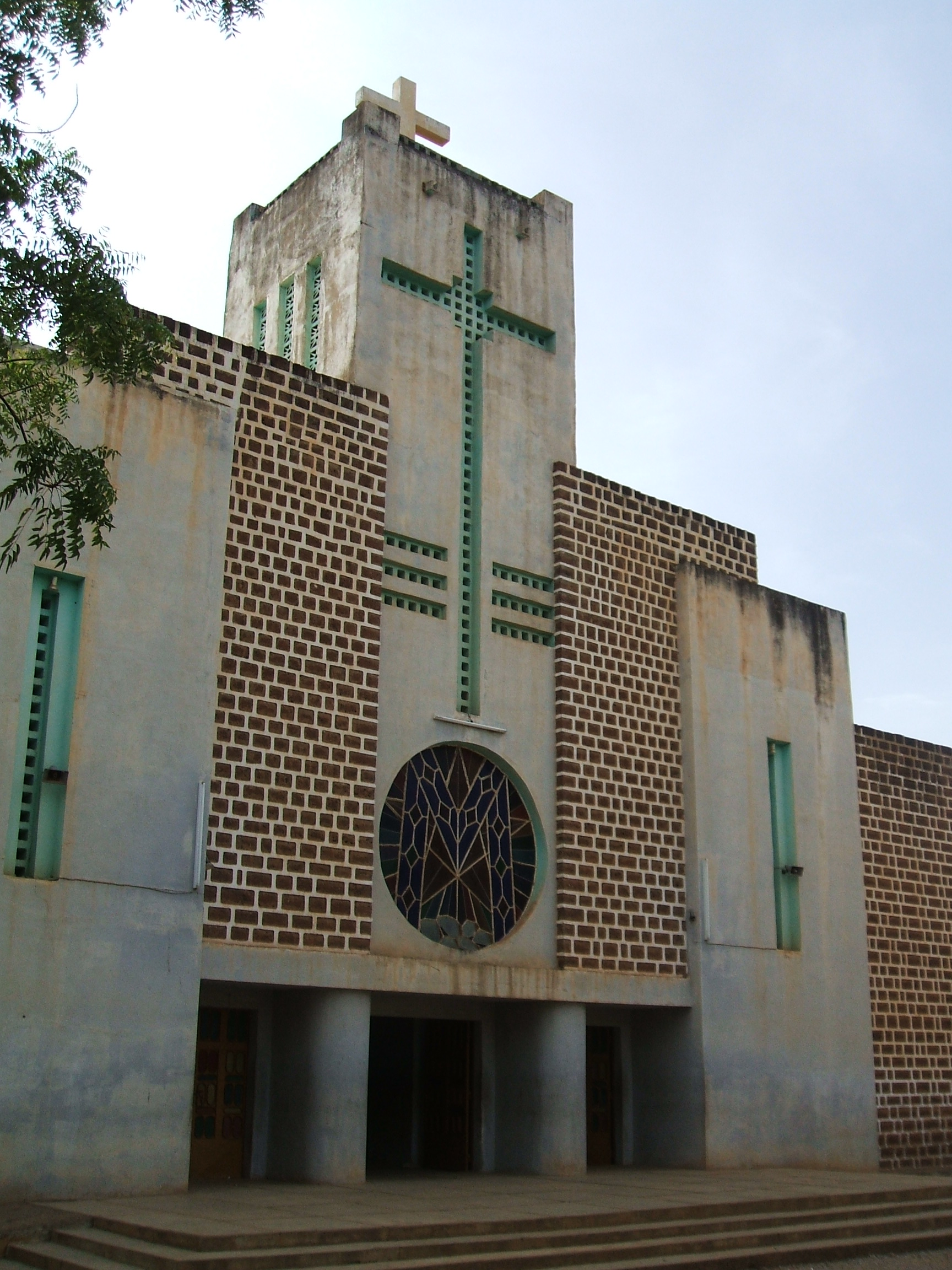
Catedral de Koupéla.

Na lista de perseguição da organização Portas Abertas, houve diversos registros de assassinatos de cristãos de destruições de igrejas. Os cristãos ex-muçulmanos são o grupo cristão mais perseguido no país. Os próprios familiares e membros da comunidade os rejeitam e os forçam a renunciar ao cristianismo. Há um medo nesse grupo de expressar sua fé em público devido às ameaças. Com o aumento da radicalização muçulmana, diversas organizações extremistas têm ganhado força, sendo a principal delas o grupo nigeriano Boko Haram. Normalmente, as igrejas têm preferência nos ataques, do que indivíduos sozinhos, pois ganham mais destaque na mídia. Alvos cristãos quase sempre são atacados para serem feridos. Também segundo a Fundação Pontifícia Ajuda à Igreja que Sofre (ACN), o governo revisa os currículos de ensino religioso de escolas geridas por instituições religiosas a fim "fazer cumprir os padrões de profissionalismo". Contudo, já que muitas escolas islâmicas em Burquina Fasso não são registradas junto ao governo, o controle estatal não se aplica com o mesmo rigor aos muçulmanos.
O presidente eleito nas eleições de 2015, o católico Roch Marc Christian Kaboré, trouxe a esperança a muitas pessoas, porém as forças islâmicas passaram a causar muito mais ataques a partir deste momento tanto contra igrejas católicas, quanto conta outras igrejas cristãs em geral, em Burquina Fasso e em outros países do Sahel.
No dia 15 de fevereiro de 2019, o padre César Fernández, missionário espanhol salesiano, foi assassinado no centro do país. Em março, o padre Joël Yougbaré, sacerdote de Djibo, foi sequestrado por homens armados. No dia 12 de maio, um grupo de 20 a 30 atiradores atacaram uma paróquia em Dablo, enquanto os fiéis chegavam para a Missa dominical, deixando seis mortos, dentre eles o pároco. Após o ataque, a igreja foi incendiada. Uma igreja protestante também havia sido atacada duas semanas antes. No dia seguinte, quatro católicos foram mortos numa procissão em homenagem à Virgem Maria, em Zimtenga. Em 26 de maio, mais quatro fiéis foram mortos num ataque a uma igreja católica em Toulfé. Em junho do mesmo ano, militantes invadiram uma vila no nordeste burquinense, rendendo diversas pessoas e procurando por correntes. Quatro homens encontrados utilizando crucifixos em suas correntes foram executados.
Em 2020, a Conferência dos Bispos de Burquina Fasso e Níger em vista dos problemas que os cristãos vêm tendo com os muçulmanos, declarou que para continuar a apoiar a população e as pessoas deslocadas, está planejando "um grande fórum para este ano, dedicado a questões pastorais e de segurança. Será uma oportunidade para refletir sobre como ser cristão e viver a fé em um novo contexto de grave insegurança, marcado por ataques a nossos locais de culto". O secretário-geral da Conferência também afirmou:
| “ | Há terroristas burquinenses ou estrangeiros que, com arma em punho querem fazer com que toda a África se torne islâmica. Querem até mesmo introduzir a sharia em nosso país. Os jovens vão para a Península Arábica em busca de trabalho ou estudo e voltam ao país com uma visão diferente e mais fundamentalista do Islã. [...]. As armas não são suficientes. Nosso país corre o risco de desaparecer se não nos defendermos juntos contra os terroristas por meio da oração, da unidade e da solidariedade. Somente assim poderemos combater o terrorismo. | ” |
|   | — Secretário-geral da Conferência dos Bispos de Burquina Fasso e Níger. |   |

## Organização territorial
O catolicismo está presente no país com três arquidioceses e 12 dioceses, todas listadas abaixo:
| Circunscrições eclesiásticas católicas de Burquina Fasso | Circunscrições eclesiásticas católicas de Burquina Fasso | Circunscrições eclesiásticas católicas de Burquina Fasso | Circunscrições eclesiásticas católicas de Burquina Fasso |
| Circunscrição                                            | Ano de ereção                                            | Catedral                                                 | Ref.                                                     |
| -------------------------------------------------------- | -------------------------------------------------------- | -------------------------------------------------------- | -------------------------------------------------------- |
| Arquidiocese de Bobo-Dioulasso                           | 1927                                                     | Catedral de Nossa Senhora de Lourdes                     | [ 23 ]                                                   |
| Diocese de Banfora                                       | 1998                                                     | Catedral de São Pedro                                    | [ 24 ]                                                   |
| Diocese de Dédougou                                      | 2000                                                     | Catedral de Sant'Ana                                     | [ 25 ]                                                   |
| Diocese de Gaoua                                         | 2011                                                     | Catedral do Sagrado Coração                              | [ 26 ]                                                   |
| Diocese de Nouna                                         | 1947                                                     | Catedral de Nossa Senhora do Perpétuo Socorro            | [ 27 ]                                                   |
| Arquidiocese de Koupéla                                  | 1956                                                     | Catedral de Nossa Senhora das Graças                     | [ 28 ]                                                   |
| Diocese de Dori                                          | 2004                                                     | Catedral de Sant'Ana                                     | [ 29 ]                                                   |
| Diocese de Fada N'Gourma                                 | 1959                                                     | Catedral de São José                                     | [ 30 ]                                                   |
| Diocese de Kaya                                          | 1969                                                     | Catedral de Notre-Dame de Kaya                           | [ 31 ]                                                   |
| Diocese de Tenkodogo                                     | 2012                                                     | Catedral de Maria Regina                                 | [ 32 ]                                                   |
| Arquidiocese de Ouagadougou                              | 1921                                                     | Catedral da Imaculada Conceição                          | [ 33 ]                                                   |
| Diocese de Koudougou                                     | 1954                                                     | Catedral de Santo Agostinho                              | [ 34 ]                                                   |
| Diocese de Manga                                         | 1997                                                     | Catedral de Nossa Senhora da Assunção                    | [ 35 ]                                                   |
| Diocese de Ouahigouya                                    | 1969                                                     | Catedral de Notre-Dame de la Délivrance                  | [ 36 ]                                                   |

Há também a Eparquia da Anunciação de Ibadan, sediada na Nigéria e presente em diversos países africanos, incluindo Burquina Fasso, e é voltada para os fiéis católicos que seguem o rito maronita.

## Conferência Episcopal
Os bispos burquinenses e nigerinos fazem parte da Conferência dos Bispos de Burquina Fasso e do Níger, que foi criada em 1970.

## Nunciatura Apostólica
A Nunciatura Apostólica do Alto Volta foi estabelecida em 1973 e, em 1984, teve seu nome alterado para Nunciatura Apostólica de Burquina Fasso. O núncio apostólico de Burquina, cuja sede está localizada na cidade de Ouagadougou, também tem o posto de núncio apostólico no Níger.

## Visitas papais
Burquina Fasso recebeu por duas vezes a visita do Papa São João Paulo II: a primeira viagem apostólica ocorreu em 10 de maio de 1980, e também incluiu em seu roteiro Costa do Marfim, Gana, Quênia, República do Congo e Zaire. Em 29 e 30 de janeiro de 1990 foi feita uma segunda viagem apostólica, a qual também incluiu Cabo Verde, Chade, Guiné-Bissau e Mali.
| “ | Vocês trabalham para o desenvolvimento de seu país. Peço apaixonadamente ao mundo inteiro que seja solidário com vocês, que conhecem o peso da pobreza. Peço também que não desanimem. A dignidade de vocês é que são os primeiros artesãos do seu desenvolvimento, em harmonia e paz. Muitas vezes são pobres em bens materiais, mas ricos em generosidade, em vida interior, em capacidade de acolhimento. O Senhor lhes deu as qualidades que muitos outros homens perderam. Saibam como mantê-las, para que o desenvolvimento do seu país seja realizado com respeito por todos. | ” |
|   | — Homilia do Papa São João Paulo II na Missa celebrada em Place de la Gare, no dia 30 de janeiro de 1990. |   |